# Liste der Baudenkmale in Giebel (gemeindefreies Gebiet)
In der Liste der Baudenkmale in Giebel (gemeindefreies Gebiet) sind alle Baudenkmale des niedersächsischen gemeindefreien Gebietes Giebel aufgelistet. Die Quelle der Baudenkmale ist der Denkmalatlas Niedersachsen. Der Stand der Liste ist der 11. Januar 2021.

## Allgemein
In den Spalten befinden sich folgende Informationen:
- Lage: die Adresse des Baudenkmales und die geographischen Koordinaten. Kartenansicht, um Koordinaten zu setzen. In der Kartenansicht sind Baudenkmale ohne Koordinaten mit einem roten Marker dargestellt und können in der Karte gesetzt werden. Baudenkmale ohne Bild sind mit einem blauen Marker gekennzeichnet, Baudenkmale mit Bild mit einem grünen Marker.
- Bezeichnung: Bezeichnung des Baudenkmales
- Beschreibung: die Beschreibung des Baudenkmales. Unter § 3 Abs. 2 NDSchG werden Einzeldenkmale und unter § 3 Abs. 3 NDSchG Gruppen baulicher Anlagen und deren Bestandteile ausgewiesen.
- ID: die Objekt-ID des Baudenkmales
- Bild: ein Bild des Baudenkmales, ggf. zusätzlich mit einem Link zu weiteren Fotos des Baudenkmals im Medienarchiv Wikimedia Commons. Wenn man auf das Kamerasymbol klickt, können Fotos zu Baudenkmalen aus dieser Liste hochgeladen werden:

## Giebel

### Gruppe: Forstgehöft

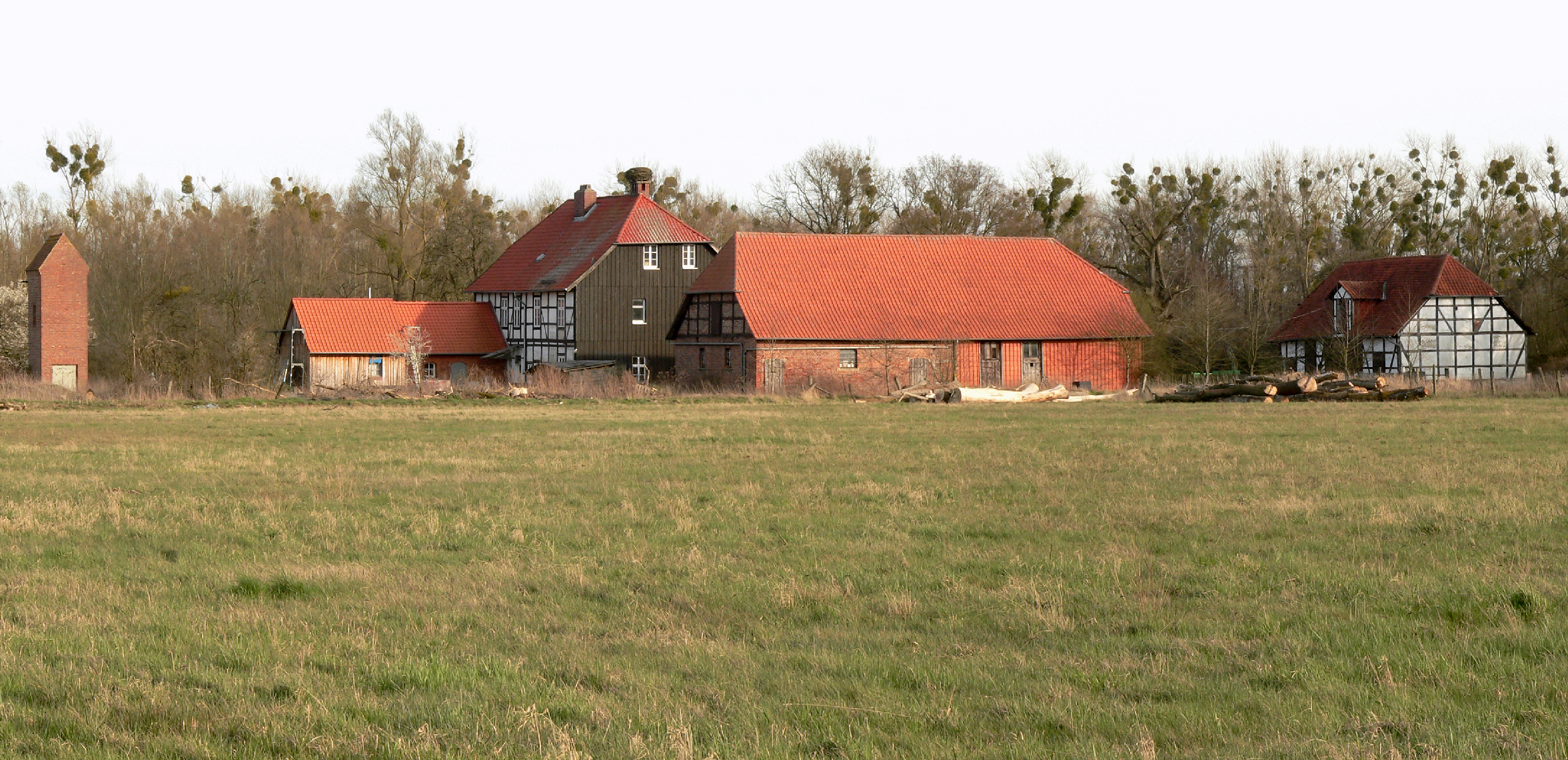
Forstgehöft Giebel

Die Gruppe „Forstgehöft“ hat die ID 33920655. Das Forsthaus befindet sich auf dem Gemeindegebiet von Parsau, dazu gehört ein Backhaus (welches sich aber auf dem Gebiet des gemeindefreien Giebel befindet). Der Eintrag befindet sich in der Liste der Baudenkmale in Parsau.

| Lage                                     | Bezeichnung | Beschreibung    | ID       | Bild |
| ---------------------------------------- | ----------- | --------------- | -------- | ---- |
| Zum Giebel 1 52° 31′ 0″ N, 10° 55′ 28″ O | Backhaus    | Stark verfallen | 33936127 |      |